# پایکسل
پایکسل (انگلیسی: Piksel) شرکت رسانه‌ای بریتانیایی است، که در سال ۲۰۰۷ تأسیس شد.